# Uusitaloia
Uusitaloia is een geslacht van spinnen uit de familie hangmatspinnen (Linyphiidae).

## Soorten
De volgende soorten zijn bij het geslacht ingedeeld:
- Uusitaloia transbaicalica Marusik, Koponen & Danilov, 2001
- Uusitaloia wrangeliana Marusik & Koponen, 2009